# فلوریان کاستن مایر
فلوریان کاستن مایر (انگلیسی: Florian Kastenmeier؛ زادهٔ ۲۸ ژوئن ۱۹۹۷) بازیکن فوتبال اهل آلمان است.
از باشگاه‌هایی که در آن بازی کرده‌است می‌توان به باشگاه فوتبال فورتونا دوسلدورف اشاره کرد.
وی همچنین در تیم ملی فوتبال جوانان آلمان بازی کرده‌است.